# Castrul roman Praetoria Augusta
Castrul roman Praetoria Augusta se află la est de satul Inlăceni, județul Harghita, la poalele dealului Firtuș.

## Istoric
Se consideră că situarea castrului de la Inlăceni în vecinătatea salinelor de la Praid - Sovata nu este întâmplătoare.
Cohors IIII Hispanorum equitata de la Inlăceni asigura controlul în teritoriul cuprins între cursurile superioare ale celor două Târnave.
În castrul auxiliar de la Inlăceni a fost descoperit un sesterț de la Philippus Arabs  (după alți autori, un dupondius emis de Filip Arabul în anul I).
Pe teritoriului castrului roman de la Inlăceni, la mijlocul anilor '40, a fost descoperită o piesă de bronz figurală  de 9,5 x 0,7 x 0,4 cm, ce ar putea fi o fibulă sau să fi avut o altă destinație. Deoarece fibule romane analoage nu se cunosc în provinciile latine, este posibil ca piesa de bronz să fi aparținut unui militar de origine africană.